# Stian Fredheim
Stian Fredheim (Kristiansand, 23 marzo 2003) è un ciclista su strada norvegese che corre per l'Uno-X Mobility; è professionista dal 2023.

## Palmarès

### Strada
- 2021 (Juniores)

1ª tappa Corsa della Pace Juniores (Litoměřice > Litoměřice)
2ª tappa, 1ª semitappa Grand Prix Rüebliland (Birr > Birr)
Parigi-Roubaix Juniors
- 2025 (Uno-X Mobility, una vittoria)

Route Adélie de Vitré

#### Altri successi
- 2021 (Juniores)

Classifica a punti Corsa della Pace Juniores
- 2024 (Uno-X Mobility)

Oslo - Criterium (Norgescup)

## Piazzamenti

### Grandi Giri
- Tour de France

2025: 139º

### Classiche monumento
- Milano-Sanremo

2024: 89º
- Parigi-Roubaix

2024: 65ª

### Competizioni mondiali
- Campionati del mondo

Fiandre 2021 - In linea Junior: 45º
Glasgow 2023 - In linea Under-23: ritirato

### Competizioni europee
- Campionati europei

Trento 2021 - In linea Junior: 56º
Anadia 2022 - In linea Under-23: 16º
Drenthe 2023 - In linea Under-23: ritirato